# Felice Gimondi
Felice Gimondi   (Sedrina, 29 de setembre de 1942 - Giardini-Naxos, 16 d'agost de 2019) va ser un ciclista italià que fou professional entre 1965 i 1979, durant els quals va aconseguir 63 victòries. Era anomenat el Fènix.

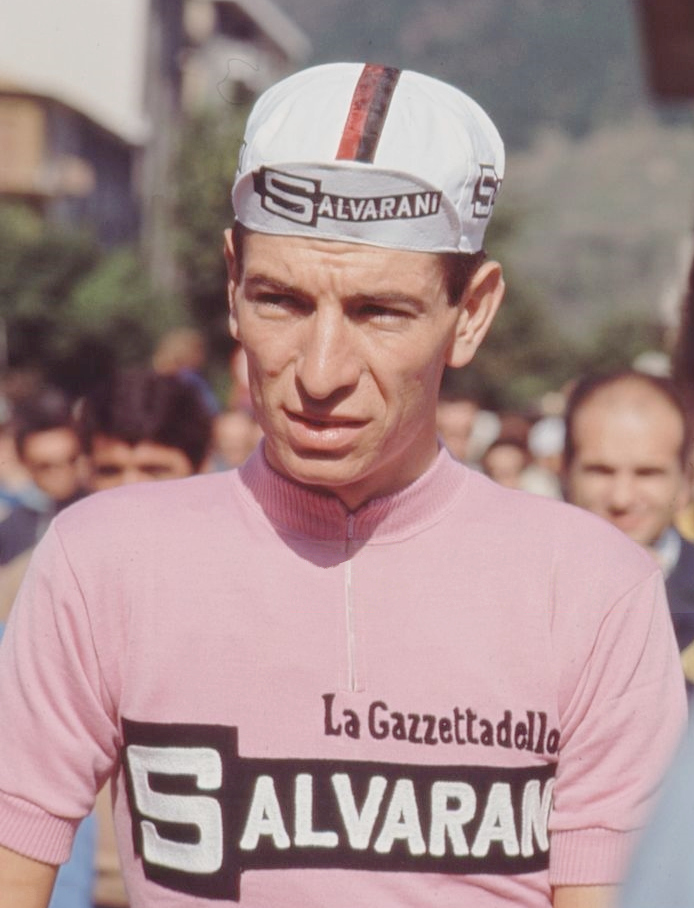
Felice Gimondi al 1967

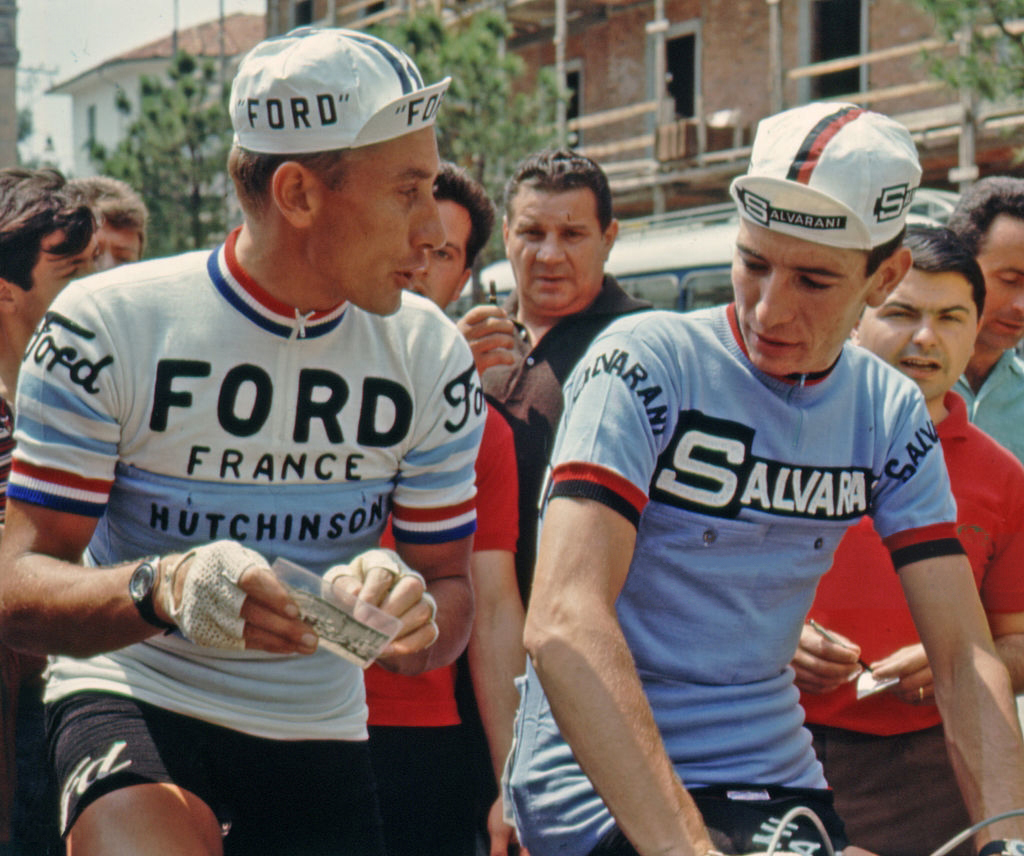
Gimondi amb Jacques Anquetil

Amb la seva victòria a la Volta a Espanya 1968, sols tres anys passar a professional Gimondi es va convertir en el segon ciclista (després de Jacques Anquetil) en guanyar les tres Grans Voltes del ciclisme: Tour de França (1965, el seu primer any com a professional), Giro d'Itàlia (1967, 1969 i 1976) i Volta a Espanya (1968). En el moment de la seva mort sols 4 ciclistes havien aconseguit aquesta mateixa fita.
Després de guanyar com a amateur el Tour de l'Avenir va signar un contracte professional amb l'equip Salvarani el 1965. Aquell mateix any va poder guanyar el Tour de França gràcies al fet que a darrera hora es va produir una baixa a l'equip i fou ell el seleccionat per fer la substitució.
El 1966 va guanyar la París-Roubaix i la Volta a Llombardia. El 1973 guanyà el Campionat del Món de ciclisme disputat a Barcelona, després que en anys anteriors aconseguís un segon (1971) i tercer lloc (1970).
Al Giro d'Itàlia tenia el rècord de pòdiums assolits, amb 9: tres victòries, dues segones posicions i 4 tercers llocs.
Després de retirar-se del ciclisme professional, Gimondi es va associar amb el fabricant de bicicletes Bianchi.

## Palmarès
- 1963
  - 1r del Giro del Friül-Venècia Júlia
- 1964
  - 1r del Tour de l'Avenir
- 1965
  -  1r al Tour de França i vencedor de 3 etapes
- 1966
  - 1r a la París-Roubaix
  - 1r a la Volta a Llombardia
  - 1r a la París-Brussel·les
  - 1r a la Copa Agostoni
  - 1r a la Coppa Placci
  - 1r a la Corsa di Coppi
  - Vencedor d'una etapa al Giro d'Itàlia
- 1967
  -  1r al Giro d'Itàlia
  - 1r al Gran Premi de les Nacions
  - 1r al Giro del Laci
  - 1r al Gran Premi de Lugano
  - Vencedor de 2 etapes al Tour de França
- 1968
  -  Campió d'Itàlia en ruta
  -  1r a la Volta a Espanya i vencedor d'una etapa
  - 1r al Gran Premi de les Nacions
  - 1r al Trofeu Baracchi (amb Jacques Anquetil)
  - 1r al Giro de la Romanya
  - 1r al Giro del Valdarno
  - Vencedor d'una etapa al Giro d'Itàlia
- 1969
  -  1r al Giro d'Itàlia
  - 1r al Tour de Romandia
  - 1r al Giro dels Apenins
  - Vencedor d'una etapa al Tour de França
- 1970
  - 1r al Trofeu Matteotti
  - Vencedor d'una etapa a la Volta a Suïssa
  - Vencedor d'una etapa a la Tirrena-Adriàtica
  - 3r al Campionat del Món de ciclisme
- 1971
  - 1r al Giro del Piemont
  - 1r al Gran Premi de Valònia
  - 1r al Circuit de Larciano
  - Vencedor de 2 etapes al Giro d'Itàlia
  - Vencedor d'una etapa al Tour de Romandia
  - 2n al Campionat del Món de ciclisme
- 1972
  -  Campió d'Itàlia en ruta
  -  1r a la Volta a Catalunya i vencedor d'una etapa
  - 1r al Giro dels Apenins
  - 1r al Gran Premi de Lugano
  - 1r als Sis dies de Milà (amb Sigi Renz)
- 1973
  - Campió del Món de ciclisme
  - 1r a la Volta a Llombardia
  - 1r a la Coppa Bernocchi
  - 1r al Giro del Piemont
  - 1r al Trofeu Baracchi (amb Martín Rodríguez)
  - 1r al Giro de la Pulla
  - Vencedor d'una etapa al Giro d'Itàlia
- 1974
  - 1r a la Milà-San Remo
- 1975
  - Vencedor d'una etapa al Tour de França
- 1976
  -  1r al Giro d'Itàlia i vencedor d'una etapa
  - 1r de la París-Brussel·les
  - 1r al Circuit de Larciano
- 1977
  - 1r als Sis dies de Milà (amb Rik Van Linden)

### Resultats al Giro d'Itàlia
- 1965. 3r de la classificació general
- 1966. 5è de la classificació general. Vencedor d'una etapa
- 1967.  1r de la classificació general
- 1968. 3r de la classificació general. Vencedor d'una etapa
- 1969.  1r de la classificació general
- 1970. 2n de la classificació general
- 1971. 7è de la classificació general. Vencedor de 2 etapes
- 1972. 8è de la classificació general
- 1973. 2n de la classificació general. Vencedor d'una etapa
- 1974. 3r de la classificació general
- 1975. 3r de la classificació general
- 1976.  1r de la classificació general. Vencedor d'una etapa
- 1977. 15è de la classificació general
- 1978. 11è de la classificació general

### Resultats al Tour de França
- 1965.  1r de la classificació general. Vencedor de 3 etapes
- 1967. 7è de la classificació general. Vencedor de 2 etapes
- 1969. 4t de la classificació general. Vencedor d'una etapa
- 1972. 2n de la classificació general
- 1975. 6è de la classificació general. Vencedor d'una etapa

### Resultats a la Volta a Espanya
- 1968. 1r de la classificació general. Vencedor d'una etapa